# Connie Clausen

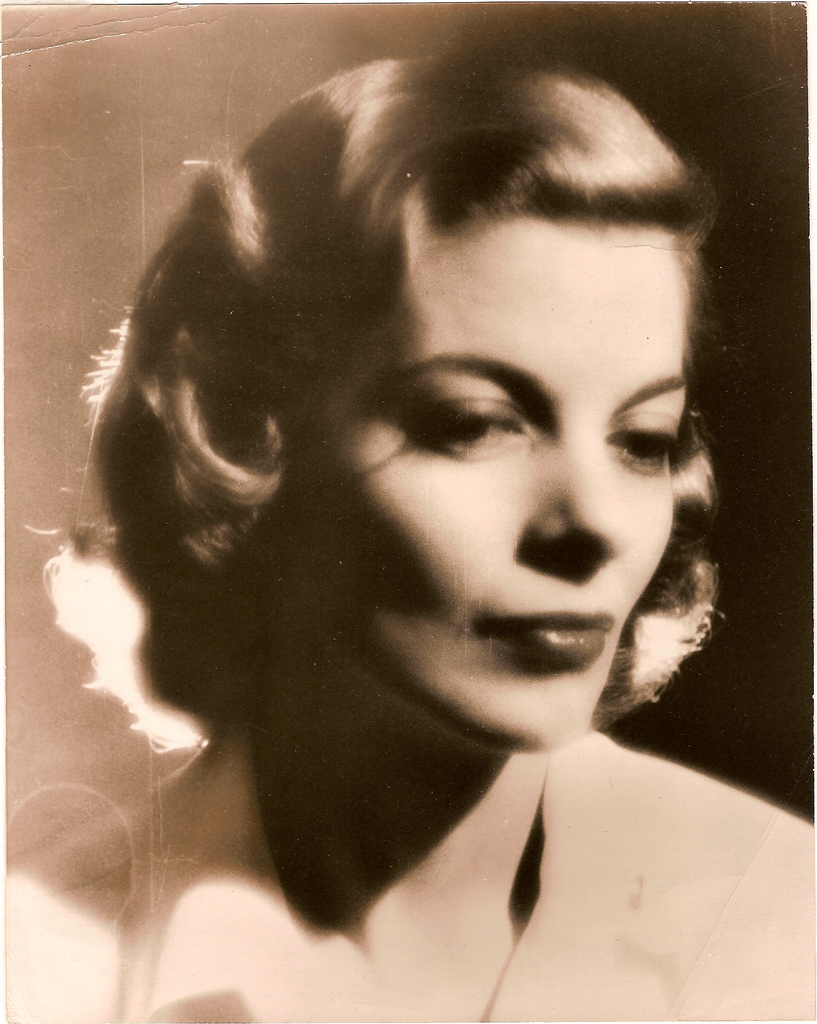
Connie Clausen

Constance „Connie“ Clausen (* 11. Juni 1923 in Menasha, Wisconsin; † 7. September 1997 in Manhattan, New York City) war eine US-amerikanische Schauspielerin, Schriftstellerin und Literaturagentin.

## Leben
Connie Clausen begann ihre Karriere 1942 im Alter von 19 Jahren als Zirkusartistin. In Sarasota, Florida, dem Winterquartier des Ringling Bros. and Barnum & Bailey Circus, wurde sie auf offener Straße von Zirkusdirektor John Ringling North angesprochen, der sie aufgrund ihrer blonden Haare als perfekte Besetzung der Alice im Wunderland im Großen Finale der kommenden Saison ansah, die unter dem Motto „Märchen“ stehen sollte. Sie schloss sich dem Zirkus an, trat aber als Akrobatin einer Elefantennummer auf. Ihre Erlebnisse verarbeitete sie später in ihrem 1961 erschienenen autobiografischen Roman I Love You Honey, but the Season's Over (dt. Liebe bis Saisonschluss, 1962), in dem sie neben anderen Themen die „erhebliche Diskrepanz“ erörtert, was Frauen innerhalb der Manege leisteten im Gegensatz zu deren Behandlung außerhalb.
Nach ihrer Zeit beim Zirkus arbeitete sie als Zeitschriften- und Fernsehautorin und begann in Hollywood bei Metro-Goldwyn-Mayer als Leiterin für Special Promotions. Von einem MGM-Studiofotografen ermutigt zog sie nach New York und begann eine Karriere als Model des Fotografen Conover sowie als erfolgreiche Broadway- und Fernsehschauspielerin. Sie hatte Broadway-Auftritte mit Alfred Drake in „The Gambler“ und in hunderten TV-Shows und Werbespots der 1950er und 1960er Jahre. Sie war TV-Sprecherin für Beech-Nut Kinder- und Babynahrung sowie zusammen mit ihren Zwillingssöhnen regelmäßiger Gast der Fernsehsendung „The Doctor Spock Show“ von Benjamin Spock.
Connie Clausen begann 1971 eine neue Karriere im Verlagswesen. Als Assistentin des Vizepräsidenten von Macmillan half sie bei der Veröffentlichung der beiden Verlagsbestseller „Unten am Fluss“ und „Die Möwe Jonathan“.  1976 eröffnete sie mit Connie Clausen & Associates eine Literaturagentur, die einige Bestseller zur Veröffentlichung brachte, wie die Bücher des Modefotografen Francesco Scavullo, den Pulitzer-Preis-Titel „Jackson Pollock: An American Saga“ von Steven Naifeh und Gregory White Smith, „Eat to Win“, „The Rules“ und viele andere. Zudem war sie langjährige Agentin des britischen Autors Quentin Crisp.
Connie Clausen war dreimal verheiratet, sämtliche Ehen wurden geschieden. Sie starb mit 74 Jahren im Lenox Hill Hospital  von Manhattan. Ihr Grab befindet sich im Manasota Memorial Park  in Bradenton, Florida.
Im britischen Spielfilm An Englishman in New York, einer Fortsetzung des 1975 gedrehten Fernsehfilms The Naked Civil Servant, wird Connie Clausen von Swoosie Kurtz dargestellt.